# Pandelleola caraormana
Pandelleola caraormana är en tvåvingeart som beskrevs av Andy Z. Lehrer 2008. Pandelleola caraormana ingår i släktet Pandelleola och familjen köttflugor.
Artens utbredningsområde är Rumänien. Inga underarter finns listade i Catalogue of Life.